# 天主教恩卡伊教區
天主教恩卡伊教區（拉丁語：Dioecesis Nkayiensis）是剛果共和國一個羅馬天主教教區，屬黑角總教區。
教區於1983年12月5日成立，管轄布恩扎省和萊庫穆省，教座位於布恩扎省首府恩卡伊。
教區於2020年時有35萬3700名教友（佔轄區總人口60.8%）、16個堂區和38名司鐸。現任教區主教為達尼爾·米宗佐，榮休主教為伯爾納鐸·恩薩伊。